# Campeonato Centro-Americano de Voleibol Masculino Sub-21
O Campeonato Centro-Americana de Voleibol Masculino Sub-21 é uma competição continental organizada pela Associação de Federações Centro-Americanas de Voleibol, associação sub-zonal da NORCECA.

## História
A primeira edição do Campeonato Centro-Americano de Voleibol Masculino Sub-21 ocorreu em 1981 e teve como sua primeira campeã a seleção da Guatemala. O torneio foi realizado em períodos irregulares até se estabilizar em 2007, ocorrendo a cada dois anos. El Salvador é detentor de dois títulos, assim como o Panamá e a Nicarágua (esta, atual campeã), ficando atrás da Costa Rica, com três títulos, e da Guatemala, maior campeã, com sete conquistas.

## Resultados

### Quadro de Medalhas
| Ordem | País        | Medalha de ouro | Medalha de prata | Medalha de bronze | Total |
| ----- | ----------- | --------------- | ---------------- | ----------------- | ----- |
| 1     | Guatemala   | 7               | 2                | 4                 | 13    |
| 2     | Costa Rica  | 3               | 7                | 2                 | 12    |
| 3     | Nicarágua   | 3               | 2                | 3                 | 8     |
| 4     | Panamá      | 2               | 3                | 3                 | 8     |
| 5     | El Salvador | 2               | 0                | 3                 | 5     |
| 6     | Honduras    | 1               | 4                | 3                 | 8     |